# Festival de chœurs de jeunesse européens
 (avril 2009).
Si vous disposez d'ouvrages ou d'articles de référence ou si vous connaissez des sites web de qualité traitant du thème abordé ici, merci de compléter l'article en donnant les références utiles à sa vérifiabilité et en les liant à la section « Notes et références ».
Le Festival de chœurs de jeunesse européens (en allemand Europäisches Jugendchorfestival (EJCF)) est un festival triennal pour chœurs de jeunesse en général d'Europe. 
Le festival est un grand succès avec des chœurs très célèbres venus de toute l'Europe. Le premier chœur convié extra-européen était venu d'Afrique du Sud, et le Chœur de jeunesse Santa Cecilia de Riversul (État de São Paulo, Brésil) était un autre chœur invité en 2004. Il n'y a pas de compétition entre les chœurs.
Le chœur d'accueil est le Chœur de garçons de Bâle dont le chef, Beat Raaflaub, est conseiller artistique pour le comité du festival.